# جایزه چزاره پاوزه

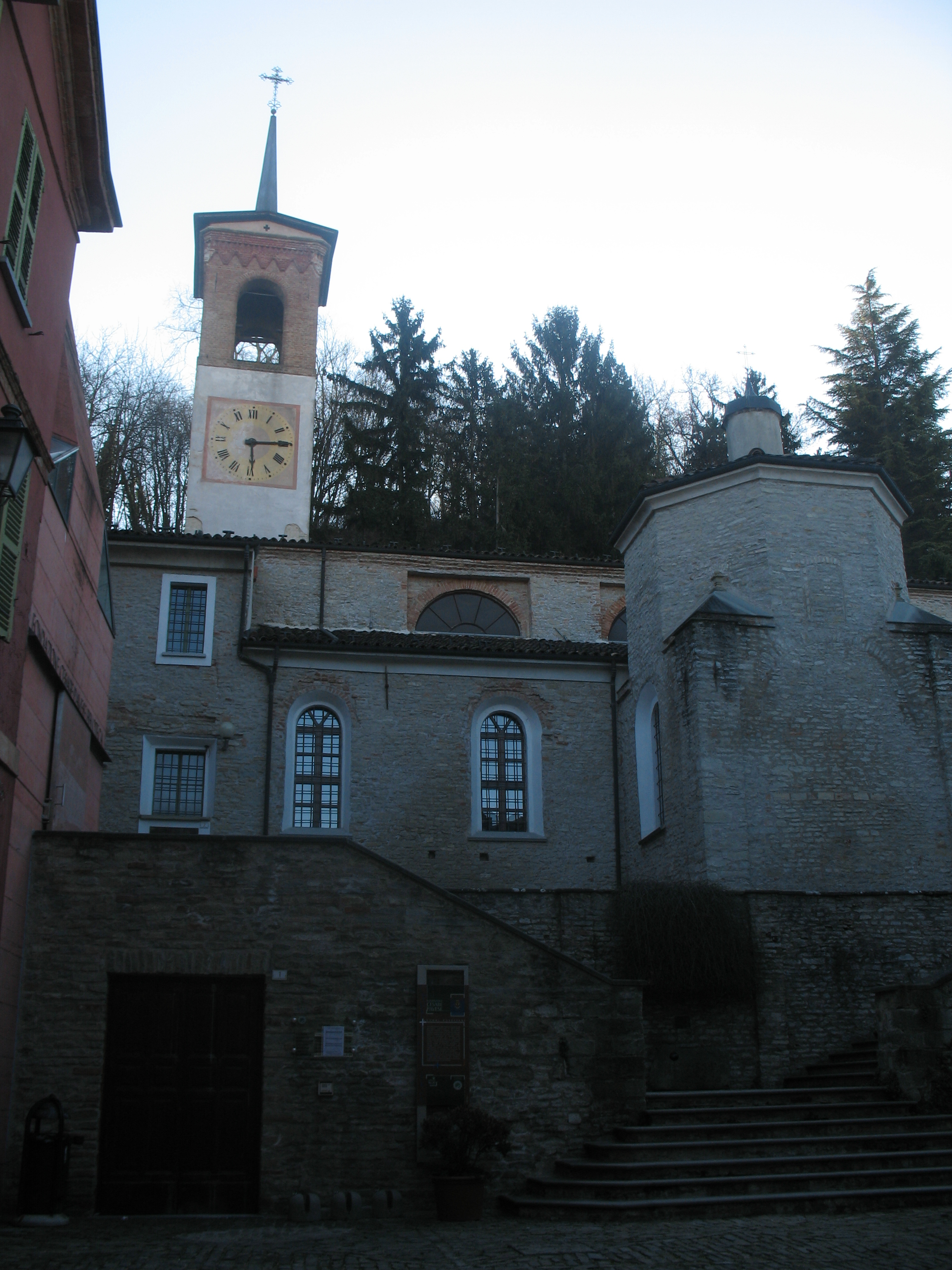
مرکز مطالعات چزاره پاوزه در سانتو استفانو بلبو

جایزهٔ چزاره پاوزه (ایتالیایی: Premio Cesare Pavese) یک جایزهٔ ادبی ایتالیایی است که در سال ۱۹۸۴ بنیان‌گذاری شد و هر سال در ماه اوت در زادگاه چزاره پاوزه در سانتو استفانو بلبو اعطا می‌شود. این جایزه در سه حوزه اهدا می‌شود: (۱) رمان‌های منتشر شده (۲) آثار داستانی، شعر یا غیرداستانی (۳) مقالات عمومی یا نقدهای سبک پاوزه. این جایزه همچنین آثار منتشرنشده را به رسمیت می‌شناسد. علاوه بر بخش ادبی، از سال ۱۹۸۹ این مسابقه برای آثار هنرهای تجسمی نیز برگزار می‌شود که موضوع آنها «مکان‌ها، شخصیت‌ها و اسطوره‌های پاوزه‌ای» را به بهترین نحو بیان می‌کنند.
جایزه چزاره پاوزه از دورهٔ سی و ششم خود در ظاهری جدید، با چهار بخش که بازتاب فعالیت چند وجهی چزاره پاوزه و ادای احترامی به اوست، اهدا می‌شود: آثار منتشره، ترجمه، مقالات و از سال ۲۰۲۰، رمان.

## برخی برندگان این جایزه
- ۱۹۹۷ - لائورا مانچینلی
- ۲۰۰۹ - آندره‌آ کامیلری
- ۲۰۱۰ - مارگریتا آک
- ۲۰۱۱ - اومبرتو اکو
- ۲۰۱۲ - ویتوریو اسگاربی
- ۲۰۱۲ - مارگارت مازانتینی
- ۲۰۱۲ - الساندرو باریکو
- ۲۰۱۳ - کلادیو ماگریس
- ۲۰۱۴ - آلن فریدمن
- ۲۰۱۵ - جانکارلو جانینی
- ۲۰۱۶ - کریستینا کومنچینی
- ۲۰۲۲ - گاوینو لدا
- ۲۰۲۴ - داچا مارائینی